# Guerre des monnaies

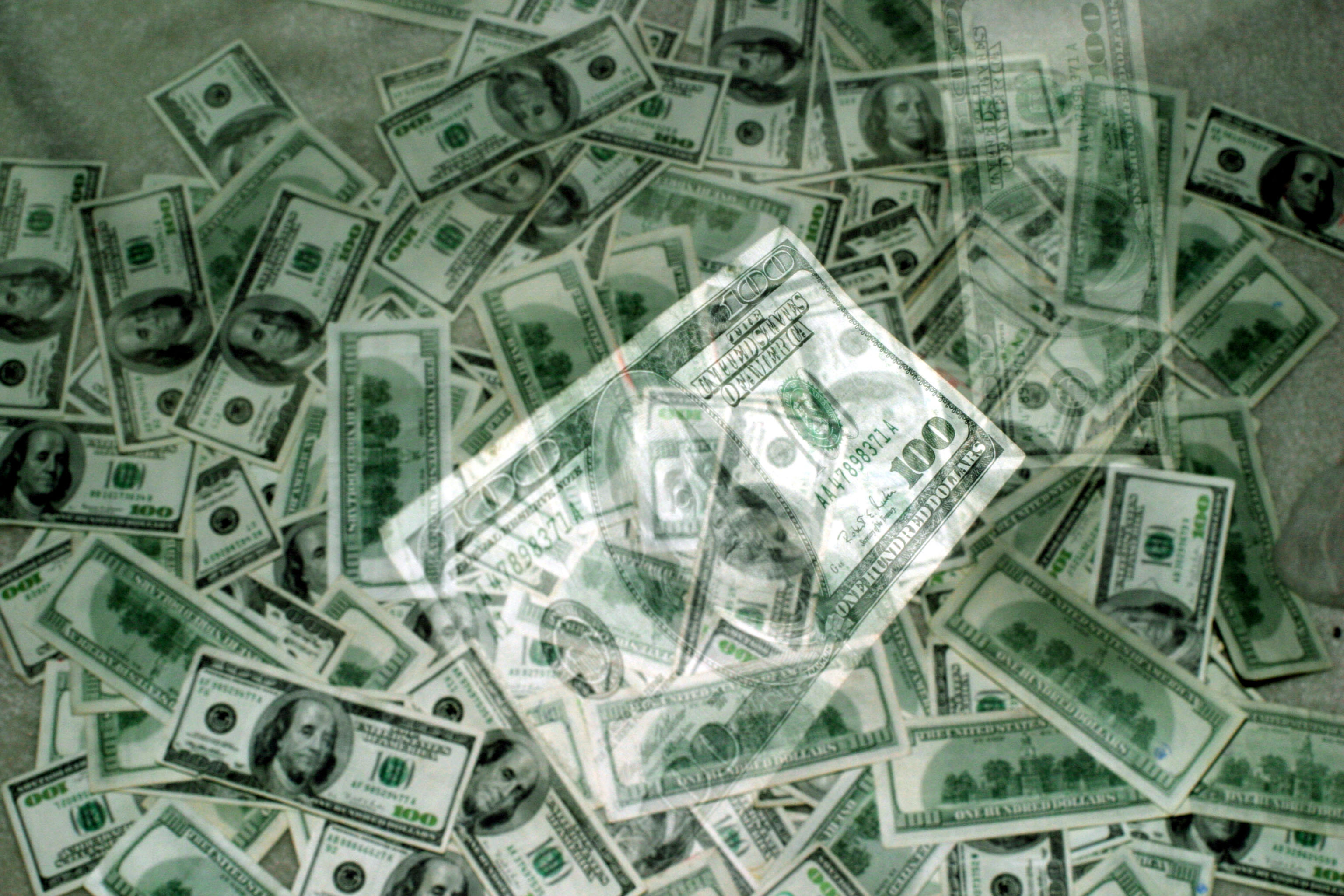
Une guerre des monnaies implique des pays qui entrent en compétition sur les marchés de devises dans le but de modifier le rapport de leur devise (taux de change) aux autres.

Une guerre des monnaies (ou guerre des changes) est une situation de conflictualité où des pays font s'affronter leur devise sur les marchés de changes. L'objectif peut être d'abaisser le taux de change de la monnaie nationale afin de créer un avantage compétitif. Il peut aussi s'agir d'une attaque spéculative sur la monnaie d'un autre pays.

## Concept

### Opérations de dévaluation
La monnaie étant la propriété d'un État ou d'une zone monétaire, elle a un cours légal et permet de faire fonctionner le commerce au sein du système économique. Elle peut aussi être utilisée à l'échelle internationale si elle est une monnaie de paiement ou de réserve internationale, comme c'est le cas du dollar américain ou encore de l'euro. Les monnaies peuvent s'échanger sur des marchés de devises, le Forex (Foreign Exchange). Des demandes et des offres de devises diverses s'y rencontrent et y déterminent le prix de la devise, c'est-à-dire son taux de change.
Le taux de change est d'une importance majeure pour les pays car il détermine le prix d'acquisition de leur monnaie, et par conséquent, le prix relatif de leurs biens. Un pays qui dispose d'une monnaie forte offre à sa population un pouvoir d'achat élevé vis-à-vis des biens étrangers, mais cela renchérit les exportations. Dès lors, une autorité monétaire (la banque centrale) peut être tentée de dévaluer la monnaie afin de la rendre plus compétitive. Toutefois, la dévaluation d'une monnaie provoque l'appréciation relative des autres, à leur détriment. Cela peut enclencher une guerre des monnaies, chacun essayant de manipuler le cours de sa monnaie.
La guerre des monnaies peut prendre la forme d'une dévaluation compétitive. Dans l'histoire occidentale, la dévaluation compétitive est plutôt rare. En effet, il n'existait pas jusqu'au XXe siècle de marchés monétaires où échanger les monnaies. Une telle dévaluation est survenue dans les années 1930 à la suite du krach de 1929. En effet, l'échec de la conférence économique de Londres de 1933 ayant pour but de prévenir ces dévaluations compétitives laisse libre cours à la dévaluation de la Livre sterling en 1931, ou du franc français en 1936. 
En 2010, une telle dévaluation aurait cours.

### Opérations d'attaques monétaires
La monnaie d'un pays peut faire l'objet d'attaques spéculatives par des pays étrangers, souvent via leur banque centrale, dans le but de faire augmenter ou baisser le cours de la monnaie, ou alors de faire perdre ses réserves au pays en question. Des fonds vautour peuvent mener des guerres des monnaies par des attaques spéculatives visant à réaliser des plus-values sur des ordres de vente massive de devises.
Les situations d'attaques de la monnaie dans le but de fragiliser un pays ou une économie ont notamment eu lieu pendant les guerres mondiales. Ainsi, la France et l'Allemagne ont toutes deux voté des lois interdisant la spéculation et restreignant la sortie d'or du territoire national pendant la Première Guerre mondiale.

## Débats

### Inévitabilité
Les guerres des monnaies ne sont pas inévitables. Tout d'abord, un pays peut être attaché à une monnaie forte, c'est-à-dire au taux de change élevé. Historiquement, les pays disposant d'un faible taux de chômage, avec une inflation basse, ont un cours élevé. Cela favorise le pouvoir d'achat de la population dès lors qu'elle acquiert des biens d'origine étrangère. Le prestige associé aux monnaies à taux de change élevé explique l'attachement des personnels politiques européens à détenir une monnaie forte durant une majeure partie du XXe siècle.

### Inutilité des dévaluations
La guerre des monnaies doit être relativisée en ce que l'obtention d'un taux de change plus faible ne constitue pas une solution parfaite pour rétablir la balance commerciale du pays. En effet, la dévaluation permet de réduire le coût relatif des exportations vers les pays étrangers, mais renchérit le prix des importations. La condition de Marshall-Lerner doit être remplie pour que la dévaluation entraîne une amélioration de la balance commerciale. Aussi, une guerre des monnaies par dévaluations successives peut entraîner les pays dans une spirale déflationniste, car les monnaies perdent de leur valeur, ce qui incite les entreprises à donner un prix plus faible à leurs produits. 

### Coopération entre États
Les guerres des monnaies de la deuxième moitié du XXe siècle ont incité plusieurs pays à mettre en place des mécanismes de coopération monétaire. Cela a permis la fluidification des échanges, et la fin des hostilités monétaires entre des pays partenaires. La création de la zone euro fait partie de ces dispositifs.

## Mécanismes de dévaluation

### Dévaluation simple
Les autorités monétaires et budgétaires disposent de plusieurs outils dans le but de modifier le taux de change de leur monnaie. Certains de ces outils sont devenus obsolètes du fait des évolutions du système monétaire international et de l'abandon du régime de change fixe. Peu de pays peuvent, au XXIe siècle, contrôler la valeur relative de leur monnaie nationale.
Cependant, les banques centrales peuvent échanger la monnaie nationale contre des devises étrangères. Si ces échanges sont intensifs, cela provoque une dévaluation (dans la pratique, cela est possible en achetant par exemple des obligations en devises étrangères). 
Une quatrième méthode est de diminuer le taux directeur. Cependant, cela a un effet limité et depuis la fin de la Seconde Guerre mondiale, la plupart des banques centrales modifient le taux directeur selon les besoins de leur économie nationale.

### Dévaluation par extension de la masse monétaire
Dans le système de changes flottants du monde moderne, la dévaluation simple, qui a eu cours tout au long du XXe siècle, ne peut plus être utilisée. Les banques centrales utilisent désormais une autre méthode, qui est celle de l'extension de la masse monétaire, qui permet de jouer sur les taux d'intérêt. Cela prend la forme d'un assouplissement quantitatif : la banque centrale achète des actifs financiers en masse sur les marchés afin de faire baisser leur taux d'intérêt. La quantité de monnaie en circulation augmente par le biais des achats, ce qui fait diminuer les taux d'intérêt. Les conditions pour réaliser un carry trade seront alors présentes : des sociétés pourront emprunter l'argent dans le pays et le prêter dans un autre pays où le taux d'intérêt est plus élevé, faisant un bénéfice grâce à la différence des taux. Techniquement, elles vendent la monnaie nationale sur le marché international, ce qui diminue la valeur de celle-ci.

## Historique
Les guerres des monnaies sont courantes durant l'entre-deux-guerres, notamment après la Grande Dépression. Le repli des banques centrales sur elles-mêmes empêche une coopération qui permette une meilleure harmonie entre les monnaies, et des dévaluations compétitives ont lieu. Les accords de Bretton Woods, qui mettent en place un système monétaire international stable, basé sur la convertibilité entre le dollar et l'or, permet une réduction des hostilités monétaires.
La dévaluation compétitive est pratiquée par l'Allemagne et le Japon dans les années 1950 et 1960, mais cela n'entraîne pas de conflit généralisé avec les partenaires économiques les plus proches. Les accords du Plaza permettent aux Américains de régler provisoirement le problème de la surévaluation du dollar en faisant accepter au Japon et aux pays européens de réévaluer leur monnaie ; une guerre des monnaies est ainsi évitée.
Le thème revient en force dans les années 2000. En septembre 2010, Guido Mantega, ministre des Finances du Brésil, dénonce le retour d'une guerre des monnaies face à ce qu'il considère comme une surévaluation du réal brésilien face au dollar. En effet, à cette époque, la politique expansionniste de la Réserve fédérale des États-Unis visait à créer de la liquidité pour permettre des investissements massifs dans les pays à taux de profit élevés, comme le Brésil ; les achats massifs de réal grâce à l'émission tout aussi massive de dollars a conduit à une appréciation d'icelui. Une contre-politique de dévaluation de la part du Brésil permet, dans les années qui suivent, de faire perdre au réal 70% de sa valeur face au dollar. Les États-Unis considèrent le yuan chinois comme sous-évalué ; la Banque populaire de Chine utilise ses réserves de dollars pour modifier le cours de sa monnaie (voir Dollar trap). Les réserves de change du Japon et la politique d'assouplissement quantitatif agressive que la Banque du Japon a mis en place ont permis au pays de laisser filer le yen et ainsi le garder à un niveau faible.